# VM i skak 1934
VM i skak 1934 var en match mellem den regerende mester, den i Frankrig bosatte russer, Alexander Aljechin og udfordreren Efim Bogoljubov fra Tyskland. Matchen gik til bedst af 30 partier; Aljechin vandt 15½ – 10½ og forblev verdensmester i skak.
Matchen blev spillet i forskellige byer i det nazistiske Tyskland mellem den 1. april og 14. juni 1934.

## Baggrund
Aljechin, som vandt verdensmesterskabet ved en match mod José Raúl Capablanca i 1927, undgik fortsat en revanchematch, selv om Capablanca i flere år var den mest oplagte udfordrer. En ny generation af spillere var endnu kun på vej, mens spillere som Aron Nimzowitsch og Bogoljubov havde set deres bedste tid. Alligevel lykkedes det for Bogoljubov at få arrangeret en ny match efter at have tabt kampen om verdensmesterskabet i 1929 med 15½ – 9½.
Det var Aljechins første forsvar af verdensmesterskabet siden den match. Pga. Depressionen var der langt mellem de store velgørere, som kunne finansiere skakturneringer og VM-matcher. Det fandt man så i det nazistiske Tyskland. Blandt dem som overværede dele af matchen var nazilederne Hans Schemm og Hans Frank, sidstnævnte inviterede endda de tilstedeværende skakmestre til frokost i sin villa.
I sin bog om matchen, Schachkampf um die Weltmeisterschaft (Karlsruhe, 1935), takkede Bogoljubow bl.a. de to ovenfor nævnte for deres hjælp til at sikre matchens gennemførelse.

## Matchregler
Der blev spillet til bedst af 30 partier dog med minimum seks gevinster. Aljechin ville beholde titlen ved 15-15.

## Matchresultat
| VM matchen Aljechin - Bogoljubov, 1934 | VM matchen Aljechin - Bogoljubov, 1934 | VM matchen Aljechin - Bogoljubov, 1934 | VM matchen Aljechin - Bogoljubov, 1934 | VM matchen Aljechin - Bogoljubov, 1934 | VM matchen Aljechin - Bogoljubov, 1934 | VM matchen Aljechin - Bogoljubov, 1934 | VM matchen Aljechin - Bogoljubov, 1934 | VM matchen Aljechin - Bogoljubov, 1934 | VM matchen Aljechin - Bogoljubov, 1934 | VM matchen Aljechin - Bogoljubov, 1934 | VM matchen Aljechin - Bogoljubov, 1934 | VM matchen Aljechin - Bogoljubov, 1934 | VM matchen Aljechin - Bogoljubov, 1934 | VM matchen Aljechin - Bogoljubov, 1934 |
| Parti                                  | Dato (1934)                            | Hvid                                   | Sort                                   | Resultat                               | I alt Aljechin                         | I alt Bogoljubov                       | -                                      | Parti                                  | Dato (1934)                            | Hvid                                   | Sort                                   | Resultat                               | I alt Aljechin                         | I alt Bogoljubov                       |
| -------------------------------------- | -------------------------------------- | -------------------------------------- | -------------------------------------- | -------------------------------------- | -------------------------------------- | -------------------------------------- | -------------------------------------- | -------------------------------------- | -------------------------------------- | -------------------------------------- | -------------------------------------- | -------------------------------------- | -------------------------------------- | -------------------------------------- |
| 1                                      | 1. april                               | Bogoljubov                             | Aljechin                               | ½ – ½                                  | ½                                      | ½                                      | -                                      | 14                                     | 8. maj                                 | Aljechin                               | Bogoljubov                             | ½ – ½                                  | 8½                                     | 5½                                     |
| 2                                      | 4. april                               | Aljechin                               | Bogoljubov                             | 1 - 0                                  | 1½                                     | ½                                      | -                                      | 15                                     | 11. maj                                | Bogoljubov                             | Aljechin                               | ½ – ½                                  | 9                                      | 6                                      |
| 3                                      | 6. april                               | Bogoljubov                             | Aljechin                               | ½ – ½                                  | 2                                      | 1                                      | -                                      | 16                                     | 13. maj                                | Aljechin                               | Bogoljubov                             | 1 – 0                                  | 10                                     | 6                                      |
| 4                                      | 11. april                              | Aljechin                               | Bogoljubov                             | 1 - 0                                  | 3                                      | 1                                      | -                                      | 17                                     | 20. maj                                | Bogoljubov                             | Aljechin                               | 0 – 1                                  | 11                                     | 6                                      |
| 5                                      | 13. april                              | Bogoljubov                             | Aljechin                               | ½ – ½                                  | 3½                                     | 1½                                     | -                                      | 18                                     | 21. maj                                | Aljechin                               | Bogoljubov                             | ½ – ½                                  | 11½                                    | 6½                                     |
| 6                                      | 18. april                              | Aljechin                               | Bogoljubov                             | ½ - ½                                  | 4                                      | 2                                      | -                                      | 19                                     | 26. maj                                | Bogoljubov                             | Aljechin                               | ½ – ½                                  | 12                                     | 7                                      |
| 7                                      | 20. april                              | Bogoljubov                             | Aljechin                               | ½ – ½                                  | 4½                                     | 2½                                     | -                                      | 20                                     | 27. maj                                | Aljechin                               | Bogoljubov                             | ½ – ½                                  | 12½                                    | 7½                                     |
| 8                                      | 22. april                              | Aljechin                               | Bogoljubov                             | ½ – ½                                  | 5                                      | 3                                      | -                                      | 21                                     | 30. maj                                | Bogoljubov                             | Aljechin                               | 0 – 1                                  | 13½                                    | 7½                                     |
| 9                                      | 25. april                              | Bogoljubov                             | Aljechin                               | 0 – 1                                  | 6                                      | 3                                      | -                                      | 22                                     | 1. juni                                | Aljechin                               | Bogoljubov                             | ½ – ½                                  | 14                                     | 8                                      |
| 10                                     | 27. april                              | Aljechin                               | Bogoljubov                             | 0 – 1                                  | 6                                      | 4                                      | -                                      | 23                                     | 3. juni                                | Bogoljubov                             | Aljechin                               | 1 – 0                                  | 14                                     | 9                                      |
| 11                                     | 29. april                              | Bogoljubov                             | Aljechin                               | 0 – 1                                  | 7                                      | 4                                      | -                                      | 24                                     | 6. juni                                | Aljechin                               | Bogoljubov                             | 0 – 1                                  | 14                                     | 10                                     |
| 12                                     | 2. maj                                 | Aljechin                               | Bogoljubov                             | ½ – ½                                  | 7½                                     | 4½                                     | -                                      | 25                                     | 11. juni                               | Bogoljubov                             | Aljechin                               | 0 – 1                                  | 15                                     | 10                                     |
| 13                                     | 6. maj                                 | Bogoljubov                             | Aljechin                               | ½ – ½                                  | 8                                      | 5                                      | -                                      | 26                                     | 14. juni                               | Aljechin                               | Bogoljubov                             | ½ – ½                                  | 15½                                    | 10½                                    |

## Matchens forløb
Den østrigsk-fødte amerikanske IM, skakdommer og skakforfatter Hans Kmoch fortæller om Bogoljubov, at denne ikke kunne forstå, hvorfor han tabte til Aljechin i 1929. I 1934 troede han, at han havde fundet løsningen: Han blev hypnotiseret, og Bogoljubov tog solbriller på. Brillerne hjalp dog kun et eller to partier, så begyndte de at genere Bogoljubov selv. Så besluttede han, at det var Aljechins indtagelse af alkohol, der gav ham overtaget, og begyndte at følge med, genstand for genstand, hvilket igen virkede i et par partier, men så ikke længere. Bogoljubov fandt aldrig ud af hvorfor han tabte de to matcher.